# Fernando Sebastián Aguilar
Fernando Sebastián Aguilar C.M.F. (Calatayud, 14 december 1929 –  Málaga, 24 januari 2019) was een Spaans geestelijke en een kardinaal van de Rooms-Katholieke Kerk.
Sebastián Aguilar trad in 1945 in bij de orde der Claretijnen, waar hij op 8 september 1946 de kloostergeloften aflegde. Hij studeerde filosofie en theologie aan de seminaria van de Claretijnen in Solsona en Valls. Na zijn priesterwijding op 28 juni 1953 studeerde hij in Rome en aan de Katholieke Universiteit Leuven; in 1957 promoveerde hij in Rome aan de pauselijke universiteit Sint Thomas van Aquino. Vervolgens doceerde hij theologie aan seminaria van de Claretijnen, en vanaf 1967 aan de pauselijke universiteit van Salamanca. In 1970 werd hij daar benoemd tot decaan en in 1971 tot rector magnificus.
Op 22 augustus 1979 werd Sebastián Aguilar benoemd tot bisschop van León; zijn bisschopswijding vond plaats op 29 september 1979. Op 28 juli 1983 legde hij zijn functie neer. Van 1982 tot 1988 was hij secretaris van de Spaanse bisschoppenconferentie. Op 8 april 1988 werd hij benoemd tot aartsbisschop-coadjutor van Granada. Hij werd op 26 maart 1993 benoemd tot aartsbisschop van Pamplona y Tudela. Hij was in twee perioden vicevoorzitter van de Spaanse bisschoppenconferentie, van 1993 tot 1999 en van 2002 tot 2005.
Sebastián Aguilar ging op 31 juli 2007 met emeritaat.
Sebastián Aguilar werd tijdens het consistorie van 22 februari 2014 kardinaal gecreëerd.  Hij kreeg de rang van kardinaal-priester. Zijn titelkerk werd de Sant'Angela Merici; het was de eerste keer dat deze kerk als titelkerk werd aangemerkt.
Sebastián Aguilar overleed in 2019 op 89-jarige leeftijd.
- Biblioteca Nacional de España: XX1139176
- Bibliothèque nationale de France: cb13092074g (data)
- Gemeinsame Normdatei: 1024578887
- International Standard Name Identifier: 0000 0001 1022 3505
- Library of Congress Control Number: n97069341
- Nederlandse Thesaurus van Auteursnamen: 075237814
- Réseau des bibliothèques de Suisse occidentale: 02-A005493136
- Istituto Centrale per il Catalogo Unico: TO0V313300
- Système universitaire de documentation: 030266440
- Virtual International Authority File: 21425212
- WorldCat: E39PBJmp8wMTGBPwF4GgJGVpyd